# Ludovico Alidosi
Ludovico Alidosi, conosciuto anche come Luigi (Imola, ... – Roma, 1430), è stato un nobile e condottiero italiano, fu signore di Imola (come vicario del Papa) dal 1391 fino al 1424, ultimo membro della sua famiglia a ricoprire questa carica.

## Biografia
Figlio di Bertrando Alidosi, fu armato cavaliere nel 1382 dal futuro re di Napoli Luigi I d'Angiò. Nel 1411 appoggiò Giorgio Ordelaffi, futuro genero, nella conquista di Forlì. Durante le guerre di Lombardia, la sua città fu occupata dall'esercito del Duca di Milano Filippo Maria Visconti (1424) e fu portato prigioniero a Milano. Quando venne liberato, nel 1426 dopo la fine del conflitto, Imola era già stata acquisita dallo Stato Pontificio tramite i Visconti, che non la restituirono più agli Alidosi. Si fece pertanto monaco cistercense.
Ludovico Alidosi morì a Roma nel 1430.

## Discendenza
Ludovico sposò in prime nozze Verde di Giberto I Pio di Carpi e in seconde nozze Taddea Fieschi.
Ebbe tre figli:
- Lucrezia, sposò Giorgio Ordelaffi, signore di Forlì
- Bertrando, prigioniero col padre a Milano
- Taddea, monaca